# Papilio montrouzieri
Papilio montrouzieri là một loài bướm thuộc họ Bướm phượng (Papilionidae). 
Loài Papilio montrouzieri được mô tả năm 1859 bởi Boisduval. Loài bướm Papilio montrouzieri sinh sống ở .

## Hình ảnh

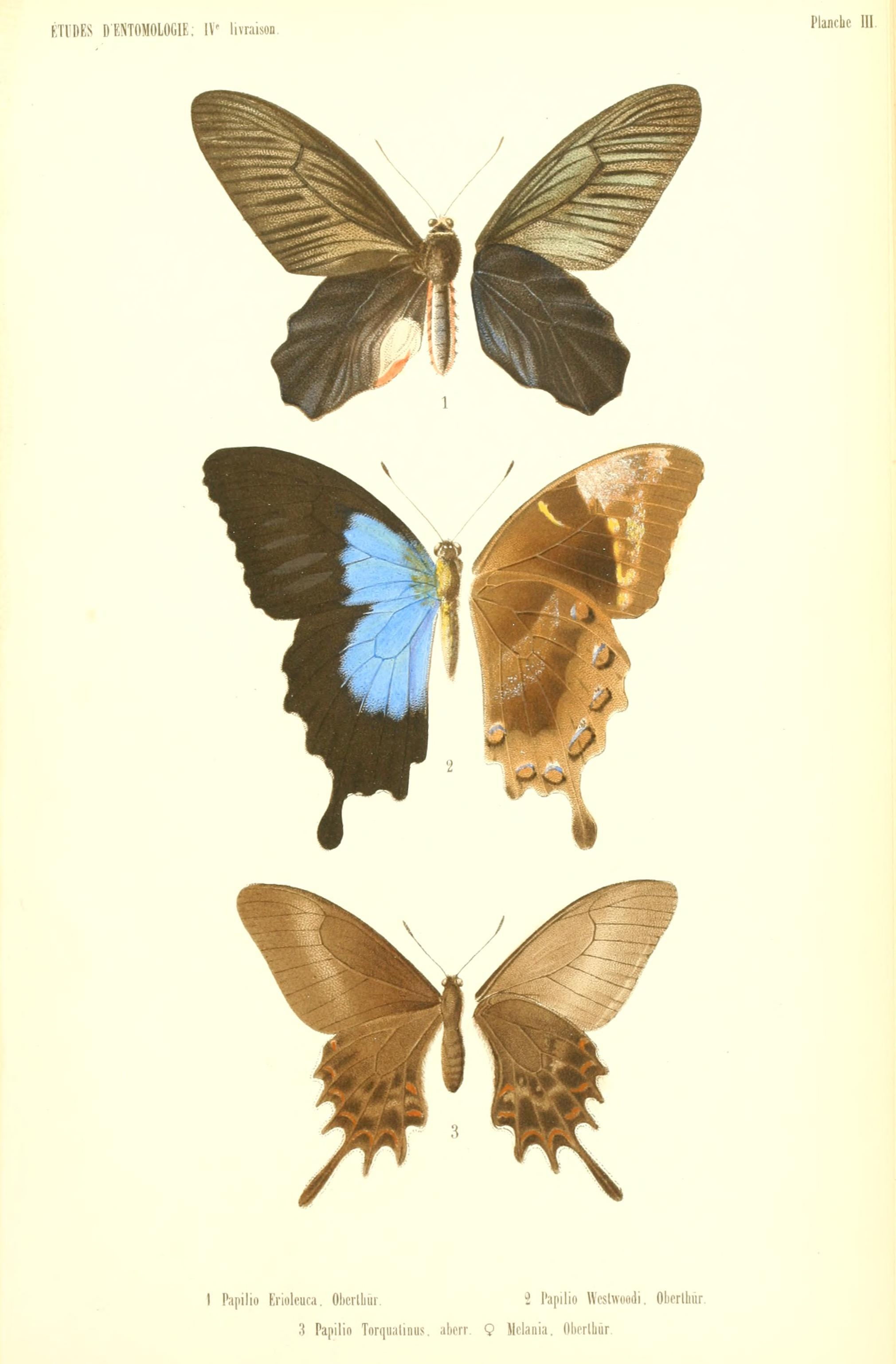